# Aldona Grigaliūnienė
Aldona Grigaliūnienė (31 de julio de 1955) es una deportista lituana que compitió en atletismo adaptado. Ganó tres medallas en los Juegos Paralímpicos de Verano entre los años 1996 y 2008.

## Palmarés internacional
| Juegos Paralímpicos | Juegos Paralímpicos      | Juegos Paralímpicos | Juegos Paralímpicos      |
| Año                 | Lugar                    | Medalla             | Prueba                   |
| ------------------- | ------------------------ | ------------------- | ------------------------ |
| 1996                | Atlanta (Estados Unidos) | Medalla de oro      | Salto de longitud F34-37 |
| 2004                | Atenas (Grecia)          | Medalla de oro      | Peso F37/38              |
| 2008                | Pekín (China)            | Medalla de plata    | Peso F37/38              |